# ACF Gloria 1922 Bistrița
Az ACF Gloria 1922 Bistrița a romániai Beszterce 1922-ben alapított labdarúgócsapata, amely a román harmadosztályában szerepel. 1994-ben román kupát nyert, 1996-ban pedig a román kupa döntőse volt.

## Történet
Gloria néven megalakult 1922. július 6-án Beszterce legnevezetesebb sportklubja. 1950-ig a klub labdarúgócsapatának nem volt számottevő eredménye. Az 1950-1958-as időszakban a Progresul nevet viseli, majd visszatér az egykori Gloria névhez. 1954-ben Szebenben a csapatnak lehetősége nyílt feljutni a Liga II-be, de nem sikerült kihasználni ezt az alkalmat, annak ellenére se, hogy hozzátartozott a két Munteanu testvér (Anton és Dumitru), a román válogatott leendő játékosa. 1956 őszével kezdődően egy erőteljes fejlődés vette kezdetét a csapatban. Egyenesen a nemzeti válogatottól Besztercére érkezett Augustin Botescu edző, és vele egyidőben ismert játékosok egész sora igazolt át a Gloriához: Copil Ilie, Zeana Stere, Marin Botescu és mások. Egyetemi tanulmányoknak köszönhetően három játékost veszített a csapat: Horatiu Moldovant, Paul Marcut és Victor Ivanovici-ot, akik azontúl a kolozsvári "U"-nál játszottak.
1957-ben sikerült feljutnia a C Divízióba, majd a rákövetkező évben a B-be is. Ebben az időszakban kezdett játszani Ciocan Victor, aki húsz éven keresztül volt a Gloria első számú minőségi játékosa.
1961-ben hanyatlás következett be a csapat életében, ami közel egy évtizedig tartott. 1962-ben került sor az első nemzetközi játékra, amit 0-2 eredménnyel veszített el a brazíliai Metropol javára.
1970-ben Titi Popescu edzősége idején a Gloria másodízben is bejutott a B divízióba, majd az 1974-1974-es C divíziós szezon után Gh. Nutescu edző vezetése alatt harmadik alkalommal is sikerült ez neki.
15 éven keresztül (1975-1990) a Gloria a román bajnokság egyik főszereplője volt, nem egy nevezetes játékossal. Ekkor szervezték újjá a fiatal játékosok kiválasztását és felkészítését. Tehetséges játékosok egész sora jelent meg, akiknek fényes karriert sikerült befutniuk a továbbiakban.
Az 1990-es év, hosszas küzdelem után magával hozta a Remus Vlad edző vezetése alatt levő Gloria A divízióba való bejutását.

## Eredmények

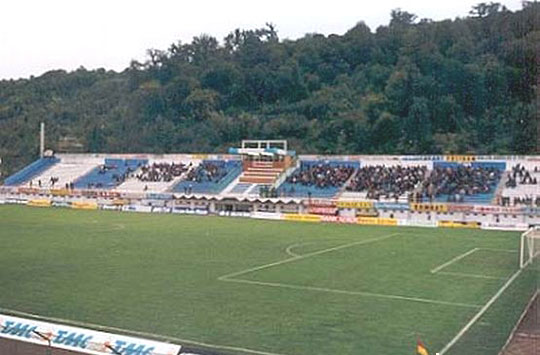
A besztercei Gloria stadion

### Liga I
| Idény     | Helyezés | Játékok    | Gólok | Pontok |
| --------- | -------- | ---------- | ----- | ------ |
| 1990-1991 | 5.       | 34 15-7-12 | 51-38 | 37     |
| 1991-1992 | 11.      | 34 13-7-14 | 44-40 | 33     |
| 1994-1995 | 6.       | 34 16-4-14 | 66-59 | 52     |
| 1995-1996 | 11.      | 34 14-3-17 | 41-38 | 45     |
| 1996-1997 | 13.      | 34 11-8-15 | 38-35 | 41     |
| 1997-1998 | 11.      | 34 13-5-16 | 57-63 | 44     |
| 1998-1999 | 11.      | 34 12-7-15 | 55-60 | 43     |
| 1999-2000 | 6.       | 34 17-2-15 | 54-49 | 53     |
| 2000-2001 | 6.       | 30 13-4-13 | 44-42 | 43     |
| 2001-2002 | 9.       | 30 13-2-15 | 29-41 | 41     |
| 2002-2003 | 3.       | 30 13-6-11 | 32-33 | 45     |
| 2003-2004 | 12.      | 30 9-8-13  | 36-48 | 35     |
| 2004-2005 | 13.      | 30 9-5-16  | 38-46 | 32     |

### Román kupa
- 1957. - 3-2-re vereséget szenved a nyolcaddöntőben a I.C. Oradea-tól
- 1980. - 2-1-re vereséget szenved a nyolcaddöntőben a Poli. Timisoaratól
- 1980. - 1-0-ra vereséget szenved a negyeddöntőben a Dinamo Bucuresti-től
- 1989. - 4-2-re vereséget szenved a negyeddöntőben a Victoria Bucuresti-től
- 1993. - 1-1-re és 1-0-ra vereséget szenved az "U" Craiovatól
- 1994. - A román kupa győztese 1-0-ra "U" Craiova ellenfeleként
- 1996. - 3-1-re veszíti el a döntőt a Steaua Bucuresti ellenfeleként

## Fordítás
- Ez a szócikk részben vagy egészben a  CF Gloria 1922 Bistrița című román Wikipédia-szócikk fordításán alapul.  Az eredeti cikk szerkesztőit annak laptörténete sorolja fel. Ez a jelzés csupán a megfogalmazás eredetét és a szerzői jogokat jelzi, nem szolgál a cikkben szereplő információk forrásmegjelöléseként.